# إيه جي إم-86
الأي جي أم-86 (بالإنجليزية: AGM-86) هو صاروخ جوال جو-أرض إستراتيجي من الولايات المتحدة. هدف الصاروخ إصابة أهداف من مدى بعيد لزيادة فعالية منصة الإطلاق القاذفة البي-52 ستراتوفورتريس ولكي لا تتعرض لمخاطر دفاعات العدو الجوية. طُوِّرَت عدة فئات للصاروخ، وتستطيع حمل الرؤس الحربية النووية والتقليدية.